# Tu–143
A Tu–143 Rejsz (oroszul: Ту-143 Рейс) a Szovjetunióban, a Tupoljev-tervezőirodánál kifejlesztett kis hatótávolságú felderítő pilóta nélküli repülőgép. Harcászati felderítésre szolgál, az ellenséges területekre történő 50–60 km mélységű behatolásra tervezték. A hasonló célra használt korábbi TBR–1 pilóta nélküli repülőgép leváltására szánták.

## Története

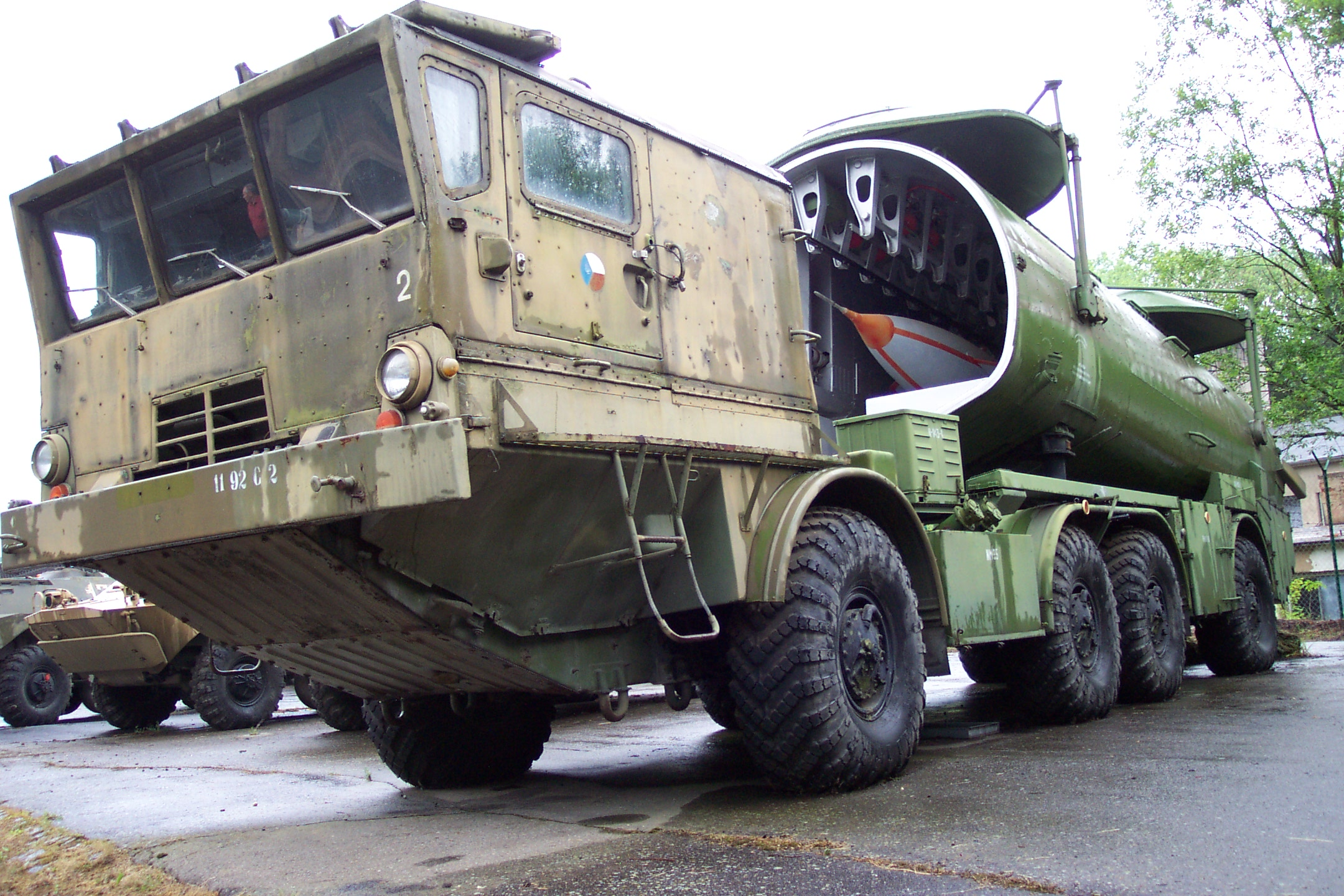
Cseh Tu–143-as a szállító-indító jármű konténerében

Fejlesztése 1968-ban kezdődött, amikor a Szovjetunió Minisztertanácsa utasítást adott a Rejsz VR–3 felderítő rendszer kifejlesztésére, melynek részeként a Tupoljev-tervezőiroda (OKB–156) elkészítette a repülőgépet.
Az első sikeres indításra 1970 decemberében került sor. 1972-ben kapta meg az állami hatósági bizonyítványát. Sorozatgyártása 1973-ban kezdődött Baskíriában, a Kumertaui Repülőgépgyárban. 1989-ig gyártották, ez idő alatt kb. 950 db készült.
A Tu–143-as gépet 1976-ban rendszeresítették a Szovjet Hadsereg szárazföldi erőinél, majd 1982-ben a légierőnél. Az 1970-es évek végén, az 1980-as évek elején propagandaanyag-szóró változatát is kifejlesztették. Oroszországban és Ukrajnában napjainkban is szolgálatban áll.
A Szovjet Hadsereg az afganisztáni háborúban vetette be éles helyzetben. Több országba exportálták, az első szovjet pilóta nélküli repülőgép volt, melyet külföldre is eladtak. A szovjet hadsereg külföldön is állomásoztatta, így az NDK-ban, Csehszlovákiában és Mongóliában állomásozó szovjet csapatoknál is rendszerben állt. Iraknak és Szíriának is eladták. Szíria Izrael elleni felderítésre használta 1982-től. A szír gépek közül egyet sem sikerült megsemmisítenie az izraeli légvédelemnek. Romániában, valamint 1984-ben Csehszlovákiában is rendszeresítették. Csehszlovákia felbomlása után Csehországban és Szlovákiában is hadrendben állt. Csehországban 1995-ben kivonták a hadrendből. Románia ugyancsak kivonta hadrendjéből a Tu–143-ast.
Az 1999-es kaukázusi háború miatt az orosz védelmi minisztérium 1999 szeptemberében 20 db modernizált Tu–243-ast rendelt.
Légicél változata több szovjet utódállamban rendszerben áll. 2001 októberében egy Fekete-tenger fölötti ukrán légvédelmi gyakorlaton ilyen légi célt használtak, amikor egy SZ–200-as légvédelmi rendszer rakétája véletlenül eltalált egy Tu–154-es utasszállító repülőgépet.

## Jellemzői

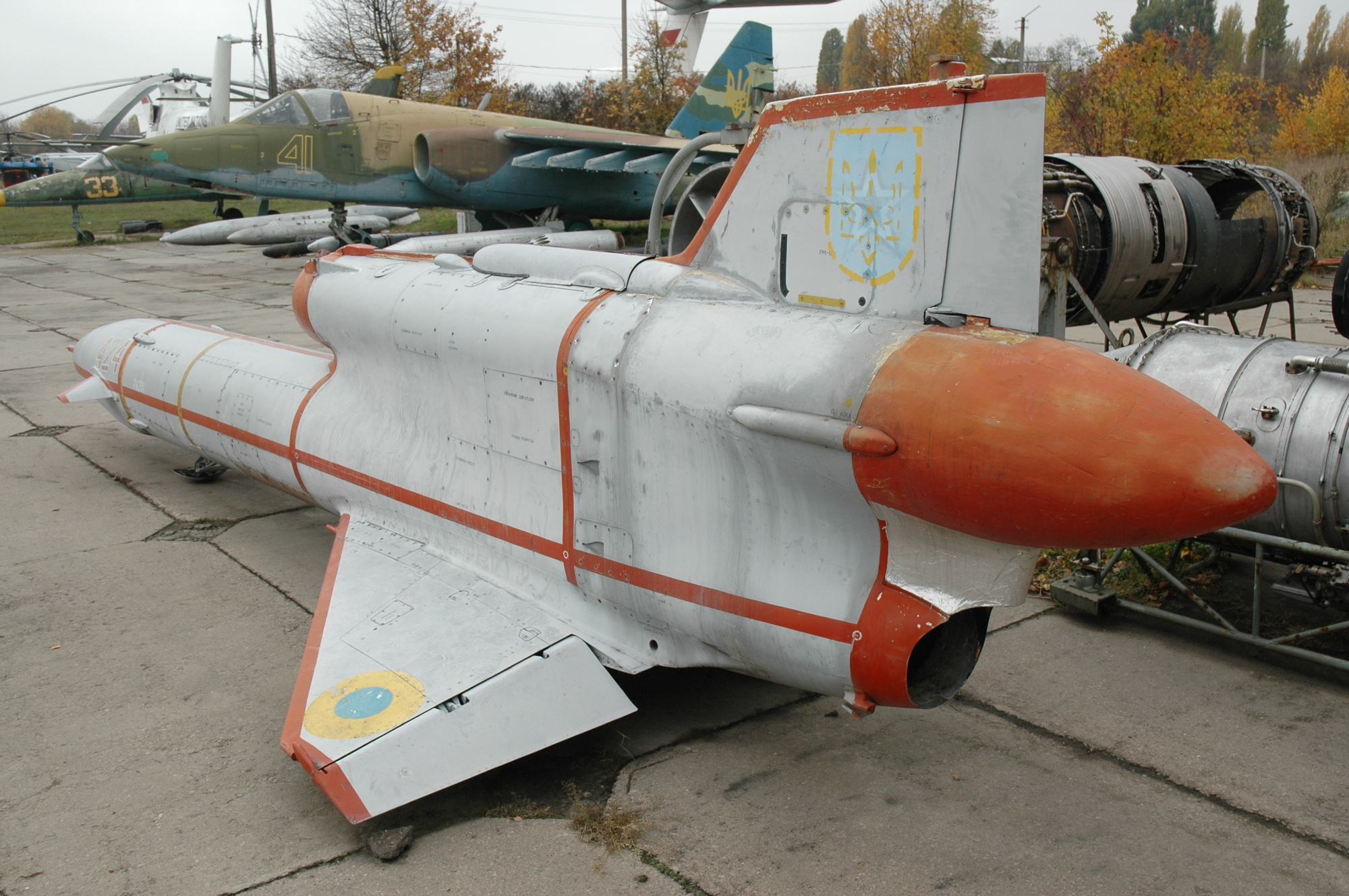
Az Ukrán Állami Repülési Múzeumban kiállított Tu–143-as

Teljesen fémépítésű, sárkányszerkezete D–6 jelű dúralumíniumból és AMG–6 jelű magnéziumötvözetből készült. Felépítése hasonlít a Tupoljev tervezőirodánál párhuzamosan fejlesztett  a Tu–141-re, sárkányszerkezete annak arányosan kisebb méretű változata. A gép sárkánya mérsékelt lopakodó tulajdonságokat biztosít. A gépnek deltaszárnyai és kacsa elrendezésű vízszintes vezérsíkjai vannak. Jó alacsonyan repülő tulajdonságokkal rendelkezik. Menethajtóműve egy 5,8 kN tolóerejű Klimov TR3–117 típusú gázturbinás sugárhajtómű. Első változatai csak filmes fényképezőgéppel voltak felszerelve. A későbbi, 1972-től gyártott verziókba TV-kamerát, sugárzásmérő műszereket szereltek, és a felderítési adatokat képes volt átjátszani földi állomásra.
Vontatott szállító-indító járműről indították startrakéta segítségével. Az indításra az SZPU–143 indítóberendezés szolgál, amelyet a VAZ–135 többcélú terepjáró tehergépkocsira telepítettek. Utántöltésre a TZM–143 járművet rendszeresítették.
ABSZU–143 vezérlőberendezéssel (robotpilóta) szerelték fel, mely lehetővé teszi a bonyolult terepviszonyok melletti alacsony repülést is. DISZSZ–7 típusú, Doppler-elven működő sebességmérővel és A–032  típusú rádió-magasságmérővel látták el.
Alapvető beépített felderítő eszköze a PA–1 fényképezőgép 120 m-nyi filmmel, mely 950 km/h-s utazósebességnél 500 m-es magasságból 20 cm-es felbontást tesz lehetővé. További felderítő berendezései a Csibisz–B típusú TV-kamera és egy Szigma sugárzásmérő berendezés.
A bevetés utáni visszatérése ejtőernyővel és fékezőrakétával történik. A leszállási körzetben kikapcsolják a robotrepülőgép hajtóművét, majd kinyílik egy fékezőernyő. Ezután a gép függőleges helyzetben ereszkedik. Később a fékezőernyőt leoldják, és helyette egy nagyobb felületű leszálló ernyő nyílik ki. Ez vízszintes pozícióban tartja a gépet, amely kb. 6 m/s-os sebességgel ereszkedik. A futóművek (állványok) ereszkedés közben kinyílnak. A földfelszínt egy, a gépről lelógó szenzor érzékeli, amely a szilárd felszínt érintve, megfelelő magasságban beindítja az ejtőernyőre rögzített fékezőrakétát. A rakéta 2 m/s-os sebességre mérsékli a süllyedést, és sima leszállást biztosít. Földet érés után az ejtőernyő leoldódik, megelőzendő, hogy az ejtőernyőbe esetleg belekapó szél megrongálja a gépet.

## Típusváltozatai

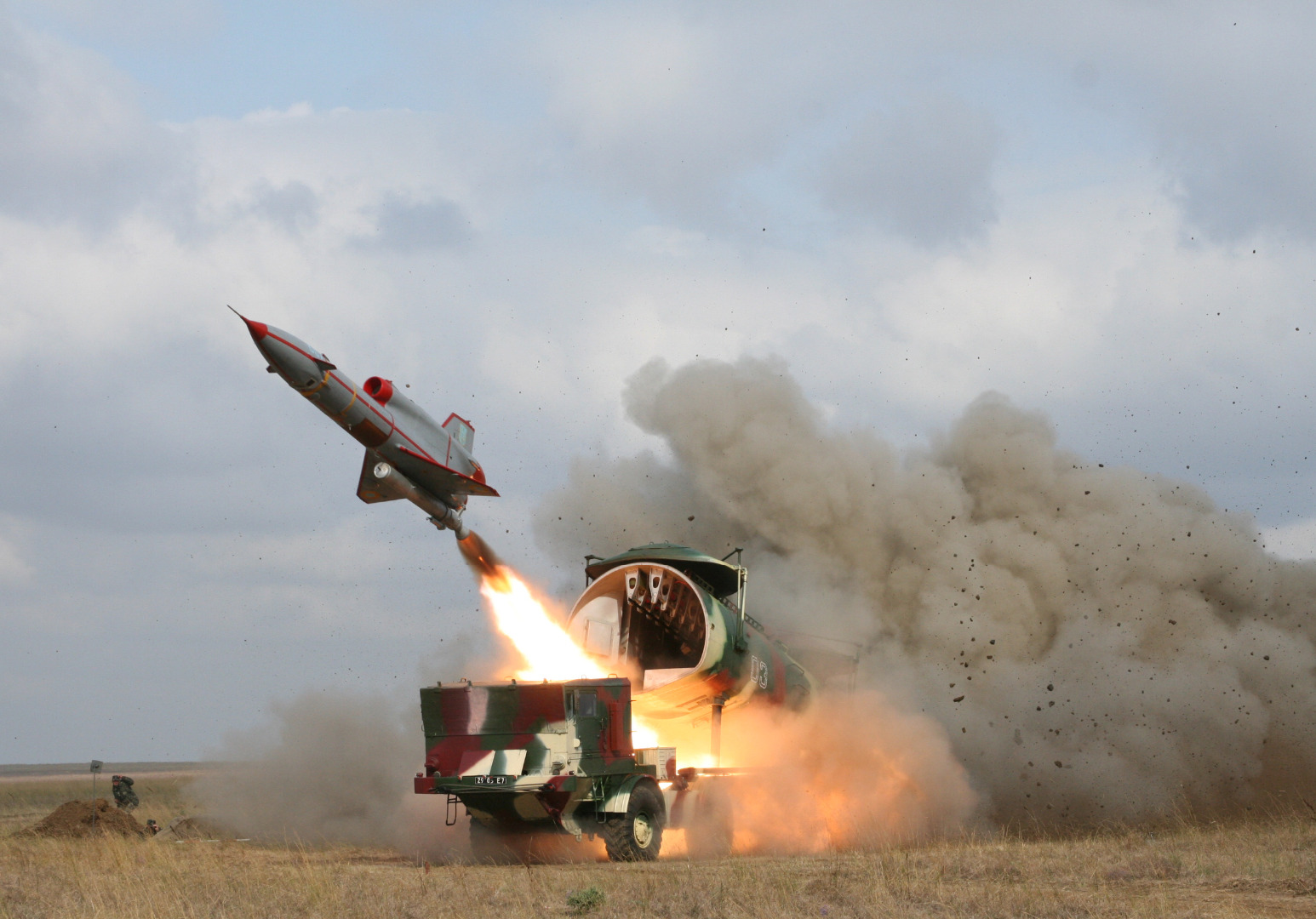
Ukrán Tu–143-as indítása

- M–143 – Az 1980-as évek közepén rendszeresített légicél. A teljes rendszer jelzése VR–3VM.
- Tu–243 Rejsz–D – Az 1980-as évek közepén rendszeresített továbbfejlesztett változat. A repülőgép törzse 25 cm-el hosszabb lett, ez lehetővé tette a tüzelőanyag mennyiségének növelését, ezzel a hatósugara közel kétszeresére nőtt. Nagyobb tolóerejű hajtóművet kapott (6,28 kN), és a tökéletesített vezérlőrendszer következtében jobb alacsonyan repülő tulajdonságokkal rendelkezett.
- Tu–300 Korsun – A Tu–143 legutolsó modernizált változata. Fejlesztése 1995-ben kezdődött. A gépről további részletes információk nem kerültek nyilvánosságra.

## Műszaki adatai

### Tömeg- és méretadatok
- Hossz: 8,06 m
- Szárnyfesztáv: 2,24 m
- Magasság: 1,545 m
- Starttömeg: 1230

### Hajtómű
- Hajtóművek száma: 1 db
- Típusa: TR3–117 gázturbinás sugárhajtómű
- Tolóerő: 5,8 kN
- Startrakéta típusa: SZPRD–251

### Repülési adatok
- Utazósebesség: 875–950 km/h
- Utazómagasság: 200–1000 m (fotófelderítésnél), 300–1000 m (televíziós felderítésnél)
- Legkisebb repülési magasság: 10 m
- Hatótávolság: 170–180 km